# Laura Zúñiga Cáceres
Laura Zúñiga Cáceres, née en 1993, est une militante hondurienne des droits de l'homme et des droits indigènes.

## Biographie
Laura Zúñiga Cáceres est la fille de Berta Cáceres, militante indigène, coordinatrice et cofondatrice du Conseil civique des organisations populaires et indigènes du Honduras (Copinh). Elle est assassinée par des tueurs à gages dans sa maison de La Esperanza, en mars 2016,,,. Laura Zúñiga est diplômée en éducation à Cuba. Elle quitte son master en études latino-américaines à Mexico, pour travailler à plein temps au Copinh et suivre les enquêtes sur le meurtre de sa mère. En mai 2017, elle est élue coordinatrice générale du Conseil civique des organisations populaires et indigènes du Honduras (Copinh) : "Je ne me sens pas comme "l'héritière" de ma mère, parce que les combats sont collectifs", affirme la militante.

## Activisme

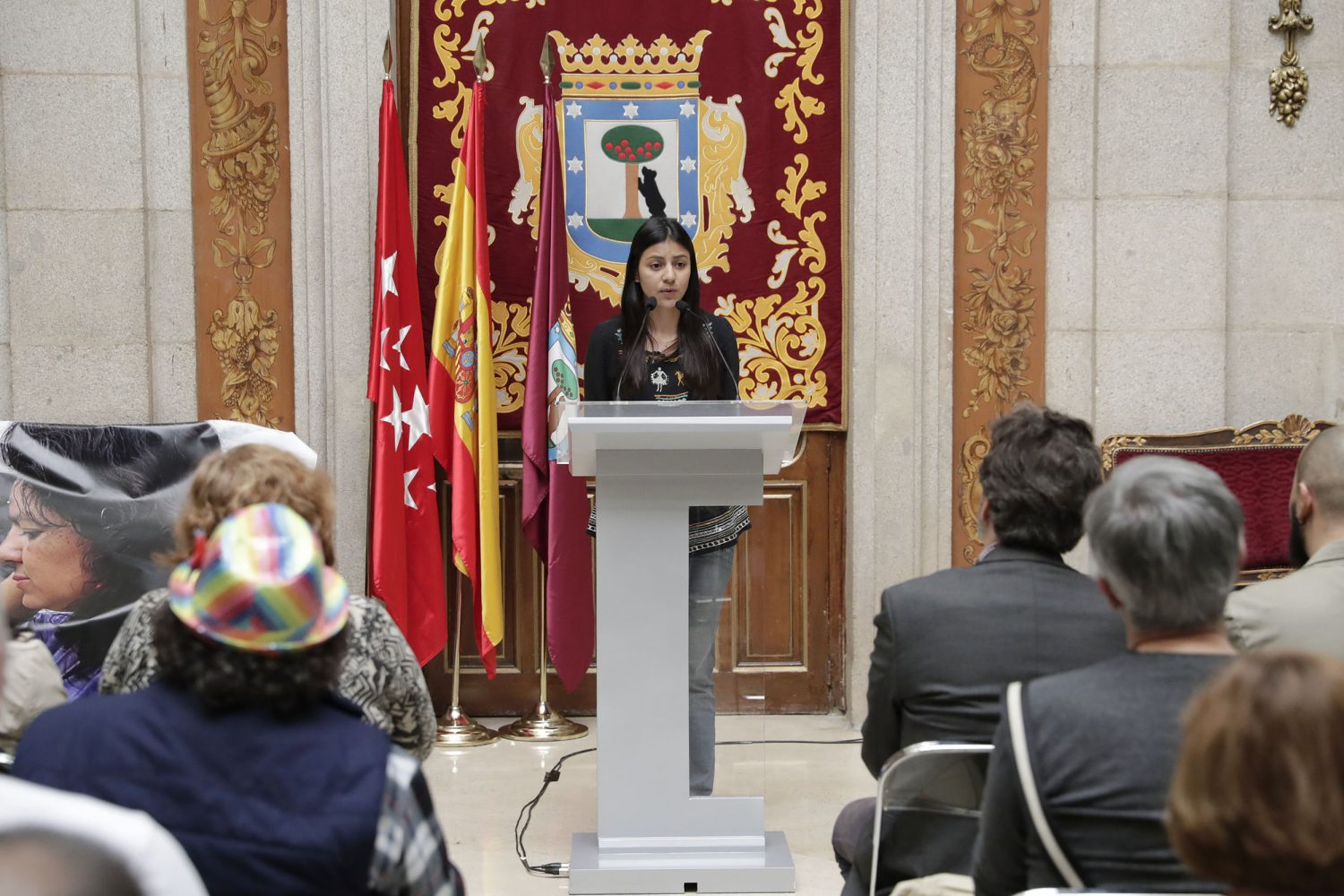
Hommage à Berta Cáceres, 2017.

Laura Zúñiga Cáceres poursuit le combat de sa mère, et lutte contre l'impunité autour de son assassinat. Elle dénonce également la façon dont le régime hondurien continue de harceler ceux qui défendent les droits des communautés Lenca, avec la complicité d'États comme l'Espagne. L'activiste s'engage en faveur de l’environnement, en organisant des manifestations et actions de sensibilisation. Elle souhaite alerter l'opinion sur le rôle joué par les multinationales dans la pollution présumée des territoires des communautés autochtones.
Elle est membre du Conseil civique des organisations populaires et indigènes du Honduras et de Hagamos Lo Imposible,. En 2016, la militante participe à un rassemblement contre le partenariat transpacifique lors de la Convention nationale démocratique. En 2019, elle intervient devant la Commission interaméricaine des droits de l'homme (CIDH), et à la Conférence des Nations unies sur le changement climatique.
Le Honduras est considéré comme l'endroit le plus dangereux au monde pour les militants écologistes. Ce pays, où huit meurtres sur dix restent impunis, est celui qui compte le plus grand nombre de meurtres de militants par habitant. En 2017, selon Global Witness, cent vingt-trois militants honduriens ont été tués au cours des sept dernières années.

## Crédit d'auteurs
- (en) Cet article est partiellement ou en totalité issu de l’article de Wikipédia en anglais intitulé « Laura Zúñiga Cáceres » (voir la liste des auteurs).